# Gauthierita
La gauthierita és un mineral de la classe dels òxids. Rep el seu nom en honor de Gilbert Joseph Gauthier (1924-2006), enginyer geòleg belga, col·leccionista de minerals d'urani.

## Característiques
La gauthierita és un òxid de fórmula química KPb(UO₂)₇O₅(OH)₇(H₂O)₄·4H₂O. Va ser aprovada com a espècie vàlida per l'Associació Mineralògica Internacional l'any 2016. Cristal·litza en el sistema monoclínic.

## Formació i jaciments
Va ser descoberta a la mina Shinkolobwe (Kasolo), a la localitat homònima de la regió de Katanga, a la República Democràtica del Congo. Es tracta de l'únic indret on ha estat descrita aquesta espècie mineral.